# Augochloropsis anonyma
Augochloropsis anonyma es una especie de abeja de la familia Halictidae.
Mide 8 mm. De color brillante, púrpura azul o verde. Se encuentra en Estados Unidos, desde Carolina del Norte a Florida.